# 851年
| 千纪： | 1千纪                                                                                           |
| 世纪： | 8世纪 \| 9世纪 \| 10世纪                                                                        |
| 年代： | 820年代 \| 830年代 \| 840年代 \| 850年代 \| 860年代 \| 870年代 \| 880年代                       |
| 年份： | 846年 \| 847年 \| 848年 \| 849年 \| 850年 \| 851年 \| 852年 \| 853年 \| 854年 \| 855年 \| 856年 |
| 纪年： | 辛未年（羊年）；唐大中五年；南诏天启十二年；日本嘉祥四年，仁壽元年；渤海国咸和二十一年          |

## 大事记
- 本年，張議潮收復河西全境，遣使奉瓜、沙、伊、西、甘、肅、蘭、鄯、河、岷、廓十一州圖籍入朝，十一月，唐于敦煌設歸義軍，以張議潮為節度使兼河西十一州觀察使，敦煌從此進入185年的歸義軍時期。
- 第一次阿貝達戰役，哥多華埃米爾帶領的伊斯蘭軍（後伍麥亞王朝），以及基督徒阿斯圖里亞斯王國、西法蘭克的法蘭克與加斯科涅聯軍交戰於阿貝達，據說伊斯蘭軍獲得勝利並俘虜兩位法蘭克的領導人。